# Elisa nyomában
Az Elisa nyomában vagy Titkok hálójában (eredeti cím: ¿Dónde está Elisa?) 2010-es amerikai telenovella, amit Leonardo Galavís és Nicolás Di Blasi rendezett. A főbb szerepekben Sonya Smith, Gabriel Porras, Jorge Luis Pila és Catherine Siachoque látható.
Amerikában a Telemundo mutatta be 2010. március 8-án. Magyarországon elsőként a FEM3 mutatta 
be 2010. október 28-án, majd pár rész után levette. A TV2 2012. november 19-én mutatta be.

## Cselekmény
|  | Alább a cselekmény részletei következnek! |

Az egész sorozat az Altamira család körül forog, és az ő bonyodalmaikat meséli el. A sorozat egy hatalmas partival kezdődik, épp Mariano Altamira (Gabriel Porras) születésnapját ünneplik. A partin leginkább Mariano lányának Elisának (Vanessa Pose) a barátai vannak jelen. Ezután, bevonulnak a szobába ahol, családi videókat és fényképeket nézegetnek. Később Elisa arra kéri apját, hadd mehessen el bulizni unokatestvéreivel Eduardoval (Mauricio Hénao) és Santiagoval (Jason Canela).
Mariano nem igazán akarja elengedni, de testvére Cecilia (Catherine Siachoque) rábeszélésére belemegy. Elisa elköszön anyjától Dannától (Sonya Smith) is. Apja viszi el őket autóval, és úgy beszélik meg pár óra múlva értük jön. Amikor ez az idő eltelik, nem ő hanem Cecilia megy értük Dannával. Döbbenten tapasztalják, hogy Elisa eltűnt. Eduardo és a részeg Santiago, semmit nem tudnak mondani nekik.
Ezek után a szülők elmennek a rendőrségre, ahol bejelentik lányuk eltűnését. Az ügyet Cristóbal (Jorge Luis Pila) nyomozó és társa Gisela (Karina Mora) kapja. A nyomozó teljesen meg tudja őket érteni, ugyanis ő is elvesztette a családját. A nyomozás során megtalálják Elisa telefonját és ruháját is, a tengerparton. Illetve találnak egy benzinkútnál, egy videófelvételt is, és itt öltözött át ill. festette át a haját Elisa.
Eduardo és Santiago nagyon furcsán viselkednek. Megtudjuk mindkettő tud valami információt, amit próbál titkolni. Elisa otthoni számítógépére is érkezik egy üzenet, ami Ceciliáék házából jött. Így maga a család is, kezd egyre gyanúsabbá válni. Egyik nap telefonon Marianot felhívja az elrabló, és pénzt követel tőle lányáért cserébe. De hamarosan kiderül ő csak egy ál zsaroló, aki korábban Mariano miatt került börtönbe, és most bosszút akart állni rajta, de nem sikerül öngyilkos lesz. Ezek után csak egy kérdés maradt: Hol lehet Elisa?...
|  | Itt a vége a cselekmény részletezésének! |

## Szereplők
| Szereplő                    | Színész                  | Magyar hang       |
| --------------------------- | ------------------------ | ----------------- |
| Danna Riggs de Altamira     | Sonya Smith              | Zakariás Éva      |
| Cecilia Altamira de Cáceres | Catherine Siachoque      | Farkasinszky Edit |
| Mariano Altamira            | Gabriel Porras           | Háda János        |
| Cristóbal Rivas             | Jorge Luis Pila          | Dányi Krisztián   |
| Viviana Altamira de Rincón  | Ivelin Giró              | Biró Anikó        |
| José Ángel Rincón           | Omar Germenos            | Incze József      |
| Bruno Cáceres               | Roberto Mateos           | Sörös Sándor      |
| Nicolás del Valle           | Ismael La Rosa           |                   |
| Ricardo de la Fuente        | Melvin Cabrera           | Gubányi György    |
| Gisela Cruz                 | Karina Mora              | Agócs Judit       |
| Isabel Ríos                 | Claudia Moreno           | Oláh Orsolya      |
| Néstor Salazar              | Rubén Morales            |                   |
| Adriana Castañeda           | Maricela González        |                   |
| Elisa Altamira              | Vanessa Pose             | Laudon Andrea     |
| Flor Cáceres                | Carmen Aub               |                   |
| Eduardo Cáceres             | Mauricio Hénao           | Előd Álmos        |
| Santiago Rincón             | Jason Canela             | Seres Dániel      |
| Cristina Altamira           | Gabriela Serrano         | Talmács Márta     |
| Olga Altamira               | Tania Nieto              |                   |
| Lupe «Lupita» Olmos         | Anabel Leal              |                   |
| Esteban Briseño             | Carlos Augusto Maldonado |                   |
| Ferrara                     | Jorge Hernández          |                   |
| Amanda Goldstein            | Mildred Quiroz           |                   |
| Alberto Ventura             | Luís Celeiro             | Pálfai Péter      |

## Érdekességek
- A FEM3 2010. december 1-én, 25 rész leadása után abbahagyta a sorozatot. Elvileg az alacsony nézettség miatt.
- Sonya Smith és Gabriel Porras itt házaspárt alakít, a valóságban is házasok.
- Sonya Smith és Roberto Mateos, már dolgoztak együtt a Milagros sorozatban.
- Catherine Siachoque és Gabriel Porras együtt szerepeltek, a Csajok, szilikon, ez lesz a Paradicsom! sorozatban, ott nem volt közös jelenetük.
- Catherine Siachoque és Ivelin Giró együtt szerepeltek a Második esély sorozatban, ott ellenfelek voltak.
- Jorge Luis Pila itt is nyomozót formál meg, akár csak az Ördögi kör című sorozatban.
- Catherine Siachoque és Sonya Smith korábban már szerepeltek a Bűnös szerelem című telenovellában